# Milonguita
Milonguita es un tango con letra del uruguayo Samuel Linning y música del argentino Enrique Pedro Delfino que fue estrenado en el Teatro Ópera de Buenos Aires el 12 de mayo de 1920 en la voz de María Esther Podestá en la representación del sainete Delikatessen Haus (Bar alemán) de Samuel Linning y Alberto Weisbach.
"Milonga" es una voz lunfarda que designa una danza de origen afroamericano que se baila en los países rioplatenses, pero en este caso alude a un significado más preciso que es el de "las milongas", es decir los lugares donde se bailaba el tango, para los cuales también se usaba el término "cabaret". "Milonguita" entonces significa mujer joven que frecuenta la milonga o cabaret.
Inicialmente el tango no tuvo repercusión especial pero cuando unos meses después la cantante Raquel Meller lo incorporó a su repertorio no sólo recibió difusión internacional sino que le dio el espaldarazo definitivo a Delfino dentro del país y fue el punto de partida para que fuera llevado a la categoría de clásico.

## Un tango innovador
Enrique Pedro Delfino, conocido como Delfy fue un destacado compositor, pianista y letrista de tango argentino que nació en Buenos Aires el 15 de noviembre de 1895 y murió en la misma ciudad el 10 de enero de 1967. Eximio pianista con nivel de concertista, quienes lo conocieron decían que el piano era un apéndice de sus manos. Admiraba a Wágner, Puccini y Verdi y era un profundo conocedor de la teoría musical, de la armonía y el contrapunto. Escribió más de doscientos tangos, algunos de los cuales son considerados verdaderos clásicos del género, como Re fa si,
Milonguita,
La copa del olvido,
Haragán,
Ventanita florida y
Al pie de la Santa Cruz.
En la misma época en que Pascual Contursi iniciaba la etapa del "tango canción" al incorporar al tango la letra con argumento, con los versos de Mi noche triste, Enrique Pedro Delfino compuso Sans souci e inició junto a Juan Carlos Cobián, creador del tango Salomé la tendencia innovadora del "tango romanza". Sin embargo, Contursi acoplaba sus letras a conocidos tangos instrumentales, o sea que su creación era posterior a la música, y no, como en el caso de Delfino, en comunión con el compositor. La línea musical innovadora de Delfino fue seguida por grandes músicos de la importancia de Julio y Francisco De Caro, Joaquín Mora y Osvaldo Fresedo, entre otros.

La letra de tango propiamente dicha comienza, sin embargo, con Pascual Contursi... Una cosa es, empero, la letra de tango y otra el tango canción. Y si la letra de tango comienza con la de Mi noche triste —no porque sea ésta la primera, en orden cronológico, sino por ser la primera que da el tono y el tema principal, el leit motiv—, el tango canción comienza con Milonguita, que tampoco fue el primer tango compuesto para ser cantado —para entonarlos él mismo componía los suyos, Villoldo— sino porque da la estructura musical de cuantos le siguieron.

El mismo Gobello sigue explicando que hasta que aparece Milonguita los tangos —inclusive Mi noche triste— tenían tres partes, pero la parte cantable de Milonguita solamente tiene dos: primera parte, segunda parte y primera bis.
Esta estructura la mantiene Delfino en su tango siguiente que es La copa del olvido y será la que en definitiva se imponga en el género.

## El estreno
En el sainete Delikatessen Haus (‘Bar alemán’) representado por la compañía de Luis Vittone y Segundo Pomar, la esposa de este último, María Esther Podestá, interpretaba el papel de Blanca, quien dirigía una orquesta de señoritas. Linnig escribió para la obra unos versos que tituló Esthercita, a los que Enrique Delfino puso música, dando nacimiento al tango que en definitiva recibiría el nombre de Milonguita que se estrenó junto con la obra en el teatro Ópera de Buenos Aires el 12 de mayo de 1920.
Inicialmente el tango no tuvo repercusión especial pero en agosto del mismo año llegó al país Raquel Meller (Tarazona, 9 de marzo de 1888 – Barcelona, 26 de julio de 1962) una cupletista que en ese momento era muy famosa y lo incorporó a su repertorio con lo cual lo llevó a su difusión internacional e incidió para hacer conocer en el país a Milonguita y a sus autores.

## Los versos
El tema de la mujer que encuentra su perdición en el cabaret, que ya se encuentra en las poesías de Evaristo Carriego de La canción del barrio, fue introducido en el tango por Luis Pedro Víctor Vicente Roldán en la pieza Maldito tango (con música de Osmán Pérez Freire) hacia 1916, en el cual la protagonista después de referir cómo el joven de la que estaba enamorada la llevó a bailar tango dice desilusionada:
Del cabaret soy una triste mueca 
 ya nadie tango conmigo más bailó.

Milonguita se inicia con una imagen pura y luminosa de la protagonista:
¿Te acordás, Milonguita? Vos eras
la pebeta más linda ’e Chiclana,
la pollera cortona y las trenzas,
y en las trenzas un beso de sol.
Pero termina con la desilusión y el abandono:
¡Milonguita!
Los hombres te han hecho mal,
y hoy darías toda tu alma
por vestirte de percal.
Podría decirse que Milonguita llegó al cabaré —y al tango— para quedarse, y según Nicolás Olivari, mal que le pese a la mayoría de las letras de tango, para hacerlo tuvo buenas razones que nos cuenta en su soneto La costurerita que dio aquel mal paso ya que gracias a ello es que Milonguita tiene su collar, su cucurucho de bombones y su pisito donde quien la mantiene no la molesta mucho, evitando así un triste destino de pobreza con probable tisis incluida.
Hay una larga lista de piezas en las que reaparece con ese o con otro nombre:
- Alma de loca (1927) de Jacinto Font música de Guillermo Cavazza
- Audacia (1926) de Celedonio Esteban Flores, música de Hugo La Rocca
- Che papusa oí (1927) de Enrique Cadícamo música de Gerardo Matos Rodríguez
- Desdichas de Pascual Contursi música de Augusto A. Gentile
- El motivo (1920) de Pascual Contursi música de Juan Carlos Cobián
- Flor de fango (1917) de Pascual Contursi música de Augusto A. Gentile
- Galleguita (1925) de Alfredo Navarrine música de Horacio Pettorosi
- La maleva (1922) de Mario Pardo música de José Ricardo
- La muerte de Milonguita (1921) de Héctor Bonatti música de Francisco Canaro

- Loca (1920) de Antonio Viérgol música de Manuel Jovés
- Mano cruel (1928) de Armando Juan Tagini música de Carmelo Mutarelli
- Margot (1919) de Celedonio Esteban Flores música de José Ricardo
- Melenita de oro (1922) de Samuel Linnig música de Carlos V. G. Flores
- Muñeca de carne de Francisco Capone música de Juan Bautista Guido
- No salgas de tu barrio (1927) de A. J. Rodríguez Bustamante música de Enrique Delfino
- Pobre milonga (1923) de Manuel Romerol música de Manuel Jovés
- Santa Milonguita (1933) de Enrique Cadícamo música de Enrique Delfino
- Callejera (1929) de Enrique Cadícamo música de Fausto Frontera
- Milonga fina (1924) de Celedonio Esteban Flores música de José Servidio
- Un tango para Esthercita de Alberto Mastra en música y en letra
- Carne de cabaret de Luis Roldán música de Pacífico Lambertucci

## Versiones sobre su existencia real
Hay distintas versiones sobre la existencia real de una joven cuya historia habría sido la fuente de inspiración de Samuel Linning. Para algunos estudiosos se llamó Esther Torres y habría vivido en Buenos Aires, en Chiclana 3051, en tanto otros la identifican como María Esther Dalton, que habitó en Chiclana 3148. En ambos casos murieron antes de los 18 años. En cuanto al cabaret referido en el tango sería el Royal Pigall, ubicado entonces en Corrientes 825.
En la comunicación n.º 114, del 8 de junio de 1966 a la Academia Porteña del Lunfardo, Ricardo M. Llanes se refirió a María Esther Dalto, fallecida el 20 de diciembre de 1920 y posteriormente en una nota publicada en el diario La Prensa del 17 de agosto de 1972 Francisco García Jiménez también lo hizo, con transcripción de la partida de defunción, originando el reclamo de quien la había conocido de niña; sin embargo, el mismo autor en el libro que publicó en 1980 no insiste en esa versión y refiere, en cambio, que los autores paseaban por la calle Chiclana cuando vieron una atractiva "milonguita" y allí le dieron el nombre del tango.
Escribió José Gobello con sentido común:
«Mi impresión es que Linning ubicó su historia en la calle Chiclana por razones métricas, sin sospechar que al 3148 crecía una dulce jovencita llamada María Esther».

## La censura (1943-1949)
A partir de 1943 en el marco de una campaña iniciada por el gobierno militar que obligó a suprimir el lenguaje lunfardo, como así también cualquier referencia a la embriaguez o expresiones que en forma arbitraria eran consideradas inmorales o negativas para el idioma o para el país obligó a reformar algunas letras para permitir su difusión radiofónica. Las restricciones continuaron al asumir el gobierno constitucional del general Perón y en 1949 directivos de Sadaic le solicitaron al administrador de Correos y Telecomunicaciones en una entrevista que se las anularan, pero sin resultado. Obtuvieron entonces una audiencia con Perón, que se realizó el 25 de marzo de 1949, y el presidente –que afirmó que ignoraba la existencia de esas directivas- las dejó sin efecto. Durante esos años Milonguita no se escuchó por radio y cuando lo grabó Osvaldo Fresedo en 1944 lo hizo sin letra y aun así debió cambiar su nombre por el de Esthercita.

## El saineteMilonguita
Impulsado por el éxito del tango, Linning escribió el sainete de un acto Milonguita con la historia de Esthercita que incluía la ejecución de los tangos Milonguita y Melenita de oro. El uruguayo lo presentó en el concurso del diario Crítica (de Buenos Aires) y que, al resultar premiado, obtuvo el derecho de ser representado en 1922 en el teatro Nacional por la compañía de Pascual Carcavallo.

## La película
Hubo también una película no sonora con el nombre Milonguita producida en 1920 por Federico Valle, titular de la empresa Cinematografía Valle, con libro y dirección de José Bustamante y Ballivián, encontrándose el papel principal a cargo de la actriz María Esther Lerena.

## Grabaciones
- 1920: Carlos Gardel, acompañado por el guitarrista José Ricardo para el sello Odeón.
- 1920-08-25 Orquesta Típica Select TINP:	00008637204723
- 1921: Lola Membrives, acompañada por la orquesta de Roberto Firpo, para el sello Nacional.
- 1933: Mercedes Simone TINP:	02480002032786
- 1935-12-11 Ciriaco Ortiz	 TINP:	02480002002512
- 1936-11-20 Francisco Canaro - Roberto Maida TINP:	00724354169120
- 1951: Mercedes Simone con la orquesta de Emilio Brameri para el sello TK.
- 1953: Aída Luz con orquesta para el sello TK.
- 1963: Héctor de Rosas con Quinteto Nuevo Tango, dirigido por Astor Piazzolla para el sello CBS.
- 1966: Nelly Vázquez con la orquesta de Aníbal Troilo, para el sello RCA-Víctor.
- 1966: Mercedes Simone con la orquesta de Emilio Brameri, para el sello HyR.
- 1977: Roberto Rufino acompañado por la Orquesta Típica Porteña, para el sello Víctor.
- Carlos Dante con la orquesta de Alfredo de Ángelis para el sello Odeón.